# Кларисса (телесериал, 1991)
«Кларисса» (англ. Clarissa) — британский драматический телевизионный мини-сериал 1991 года. В ролях Шон Бин, Саския Уикхэм и Линси Бакстер. Он транслировался на канале Би-би-си с 27 ноября по 11 декабря 1991 года. Телесериал основан на романе «Кларисса», опубликованном в 1747—1748 годах Сэмюэлем Ричардсоном.

## Сюжет
Добродетельная Кларисса наследует состояние от своего деда, но отдает его под контроль своей завистливой семьи. Кларисса олицетворяет образ молодой, добродетельной молодой женщины. Ловелас приезжает, чтобы соблазнить сестру Клариссы, Арабеллу, они вдвоем выходят на прогулку. В это время Кларисса тоже гуляет в саду и натыкается на этих двоих в объятиях. Ловелас замечает Клариссу и сразу же очаровывается ею, Арабелла замечает это и дает ему пощечину. С этого момента Ловелас пытается снова увидеть Клариссу, даже когда её семья усиливает контроль над ней и запрещает ей видеться с ним.
Этот контроль в первую очередь поддерживается её коварной сестрой Арабеллой и братом Джеймсом, они замышляют сорвать любые шансы на счастье Клариссы. В конце концов семья находит для Клариссы богатого жениха, Мистера Солмса. В попытке принудить её к этому браку семья запрещает Клариссе писать или отправлять письма и выгоняют дорогую подругу Клариссы, Анну Хоу из дома, а также заменяет горничную на новую, которая информирует Джеймса о каждом шаге Клариссы. Кларисса постоянно пытается связаться со своей семьей, в том числе с новой служанкой, которая доставляет письма её дяде, отцу и матери. Ко всем троим, с которыми она была близка, служанка возвращается с разорванными и непрочитанными письмами. Её брат и сестра также выводят Клариссу из себя и навязывают ей унылое будущее с мистером Солмсом.
Понимая всю серьёзность своего положения и чувствуя себя изолированной, Кларисса чувствует себя вынужденной искать защиты у Ловеласа и его семьи. Кларисса украдкой оставляет ему письмо в курятнике. В эту ночь ей снится её свадьба, она вся в белом, в присутствии всей семьи. Появляется Ловелас и, угрожая её семье, обнажает свой меч, а затем поворачивает его к Клариссе и смертельно пронзает её в сердце. Он ведет себя искренне по отношению к Клариссе, но на самом деле является злодеем, который хочет соблазнить её. Кларисса уезжает, чтобы встретиться с Ловеласом и затем неохотно идет с ним в гостиницу. Они спят в разных комнатах, но Ловелас откровенно намекает на свои истинные намерения. На следующий день они ссорятся, и Кларисса продолжает цепляться за свою добродетель, отказывая Ловеласу в его привязанности. Он продолжает давить на неё, но меняет тактику и просит Клариссу помочь ему самому стать лучше. Он подходит к Клариссе с Библией и сообщает ей, что практикует реформацию. Она соглашается помочь ему в его раскаянии, но задается вопросом, каковы истинные намерения Ловеласа.
Он поселяет её с мадам и проститутками. Её репутация разрушена, она пытается убежать, но её обманом заставляют вернуться, якобы чтобы выйти за него замуж и восстановить свою репутацию. Пока шлюхи держат её, Ловелас насилует её. Он настаивает, что хочет жениться на ней, но она не хочет иметь с ним ничего общего и убегает. Обезумев от горя, Кларисса умирает от голода. Семья Ловеласа отвергает его, а его бывший друг убивает его за то, что он уничтожил Клариссу.

## В ролях
- Саския Уикхэм — Кларисса
- Шон Бин — Ловелас
- Джонни Филлипс — Джеймс
- Линси Бэкстер — Арабелла
- Гермиона Норрис — Анна Хоу
- Шон Пертуи — Джек Белфорд
- Джеффри Викхэм — мистер Харлоу